# Omar Viñole

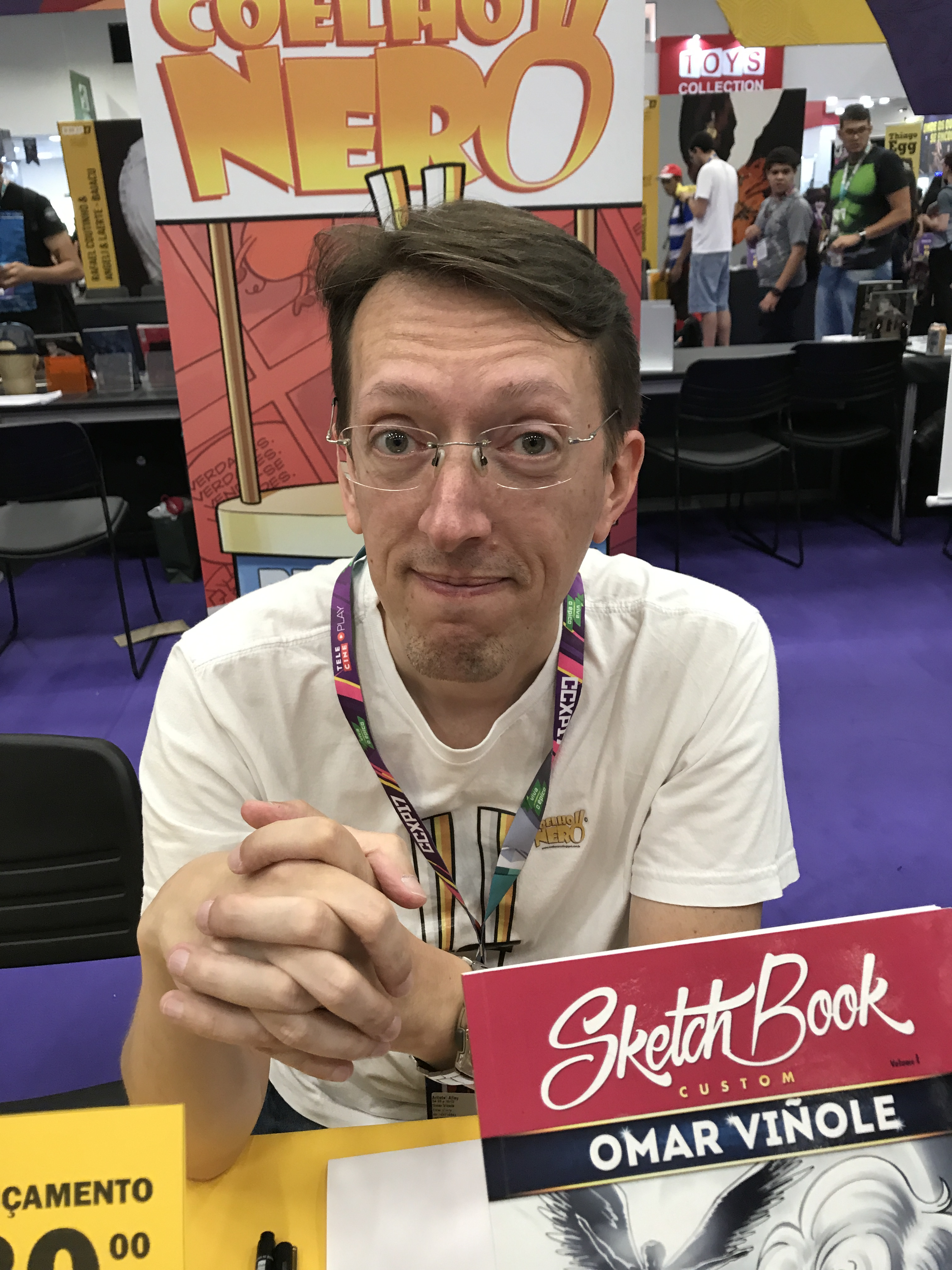
Omar Viñole bei der Comic Con Experience 2017

Omar Viñole (Lissabon, Portugal) ist ein in Portugal geborener brasilianischer Comiczeichner, Colorist und Inker. Er und Laudo Ferreira Jr. gründeten 1996 das Studio Banda Desenhada, in dem Omar Farben und Tinten für viele Comic-Projekte herstellte, wie Yeshuah, Histórias do Clube da Esquina (über ein brasilianisches Künstlerkollektiv) und Depois da Meia-Noite (die gab ihm den Troféu HQ Mix 2009 als „beste unabhängige Spezialpublikation“). Er wurde 2003 als „Best inker“ (Prêmio Angelo Agostini) und 2017 (Troféu HQ Mix) ausgezeichnet. 2009 kreierte er den Webcomic Coelho Nero, einen mürrischen und kritischen Hasen, der zwei gedruckte Kollektionen hat (Coisas que um coelho pode te dizer, 2013, unabhängig und Coelho Nero: reclame aqui, 2017, Jupati Books).